# 長有紀枝
長 有紀枝 （おさ ゆきえ、1963年 - ）は、日本の政治学者。立教大学社会学部社会学科教授。人道支援活動家。博士（国際貢献）（東京大学・2007年）。2021年より認定NPO法人難民を助ける会（略称・AAR Japan）会長。

## 経歴
東京都生まれ、茨城県育ち。茨城県立土浦第一高等学校を経て、1987年早稲田大学政治経済学部政治学科卒業、1990年同大学院政治学研究科修士課程修了。外資系企業に勤務。
1991年から2003年まで認定NPO法人難民を助ける会で緊急人道支援、地雷対策、障害者支援、地雷禁止条約策定/普遍化交渉などに携わる。認定NPO法人ジャパン・プラットフォーム共同代表理事(2006年－2011年)。2007年東京大学大学院総合文化研究科「人間の安全保障」プログラム博士課程修了。「スレブレニツァ・ジェノサイド 冷戦後のジェノサイドへの介入をめぐる考察」で博士（国際貢献）。
2008年から2021年6月まで難民を助ける会理事長、現在は同会長を務める。2009年立教大学大学院21世紀社会デザイン研究科教授。2010年立教大学社会学部教授。2019年10月から2022年3月まで立教大学副総長（社会連携担当）。2022年4月より立教大学大学院21世紀社会デザイン研究科・研究科委員長。朝日新聞第19期紙面審議会委員（2009－2011年）、2011年6月より福島県相馬市復興会議顧問会議委員、その他国連中央緊急対応基金（CERF）諮問委員会委員や国連調査研究所（UNITAR）理事を務めた。詳細は　http://osayukie.com/

## 著書
- 『入門 人間の安全保障　恐怖と欠乏からの自由を求めて　増補版』中央公論新社　2021
- 『入門 人間の安全保障　恐怖と欠乏からの自由を求めて』中央公論新社　2012
- 『スレブレニツァ あるジェノサイドをめぐる考察』東信堂　2009
- 『地雷問題ハンドブック』自由国民社　1997

共著
- 『地雷をなくそう 『地雷ではなく花をください』50万読者からの質問』吹浦忠正、柳瀬房子共編著　自由国民社　2000

## 論文
単行本所収論文
- 「平時の平和を再定義する―人道支援と「人間の安全保障」の視点から」、日本平和学会編『平和を再定義する：平和研究第39号』（早稲田大学出版部、2012年）
- 「国際法とNGO」、美根慶樹編『グルーバル化・変革主体・NGO  世界におけるNGOの行動と理論』（新評論、2011年）181－239頁
- 「スレブレニツァで何が起きたか」、石田勇治・武内進一編『ジェノサイドと現代世界』（勉誠出版、2011年）225－248頁
- 「国際NGOの活動と難民・国内避難民の人権」、齊藤純一編、『講座 人権論の再定位第4巻　人権の実現』（法律文化社、2011年)239－259頁
- 「地雷対策」、内海成治・中村安秀・勝間靖(編)『国際緊急人道支援』(ナカニシヤ出版、2008年)179－199頁
- 「NGOの視点からみた民軍関係の課題」、上杉勇司・青井千由紀編『国家建設における民軍関係　破綻国家再建の理論と実践をつなぐ』（国際書院、2008年）171－185頁
- 「地雷禁止条約の弱点を補完するNGOの役割ーICBLと「ランドマイン・モニターレポート」を事例に」金敬黙・福武慎太郎他編『国際協力NGOのフロンティア』（明石書店、2007年）237－262頁
- 「NGOの視点からみた民軍関係―NGOにとって民軍関係が意味するものー」上杉勇司編『国際平和活動における民軍関係の課題』（広島大学平和科学研究センターApril2007）129－144頁
- 「民軍協力とNGO」、功刀達朗・内田孟男編著『国連と地球市民社会の新しい地平』（東信堂、2006年）303－317頁
- 「人道援助におけるＮＧＯの活動：その役割、限界と可能性｣、広島市立大学広島平和研究所(編)、『人道危機と国際介入-平和回復の処方箋』（有信堂、2003年）、113－140頁

雑誌所収論文
- 「スレブレニツァ・ジェノサイドを検証する」、日本の戦争責任資料センター『季刊戦争責任研究』2008年春季号
- "The Role of Japanese NGOs in the pursuit of human security : limits and　 possibilities in the field of refugees ", Japan Forum, Volume 15, Number 2, 2003, pp. 251－265.

その他
- "CHINA country report" in International Campaign to Ban Landmines, Landmine Monitor Report 1999, Landmine Monitor Report 2000, Landmine Monitor Report 2001, Landmine Monitor Report 2002, Landmine Monitor Report 2003, Landmine Monitor Report 2004, Landmine Monitor Report 2005, Landmine Monitor Report 2006, Landmine Monitor Report 2007, and Landmine Monitor Report 2008.
- 「『危機管理・安全管理』とは何か」「人道支援とは」「倫理規定」、国際協力NGOセンター編『NGOの危機管理・安全管理ガイドライン』（2007年）11－18頁、69－86頁、107－119頁。
- 「対人地雷と平和構築〜アフガニスタンの地雷対策におけるわが国の貢献を事例に」、財団法人日本国際問題研究所・平成15年度外務省委託研究報告書『紛争予防』、2004年、43－64頁

## 参考
- J-GLOBAL: